# Chapelle Saint-Sabin
La chapelle Saint-Sabin est un édifice religieux situé sur la commune de Véranne, elle-même située dans le parc naturel régional du Pilat, dans le département de la Loire. Elle est par ailleurs non loin du pic des Trois Dents, à 1 120 mètres d’altitude.

## Historique
Une première chapelle aurait été bâtie à l'emplacement d'un édifice païen vers le IVe siècle ; une nouvelle chapelle est édifiée entre le XIIIe siècle et le XIVe siècle, faisant partie à ce moment « du fief de La Prat situé entre la Chapelle et Véranne, possessions de la famille de la Barge » ; la chapelle actuelle date du XVIIe siècle, de même que les statues de saint Sabin et de sainte Sabine qu'elle abrite.
Elle est bâtie face au levant, en direction de la vallée du Rhône et de la chaîne de montagne des Alpes.
Aujourd'hui encore, un pèlerinage y a lieu chaque lundi de Pentecôte, un office religieux s'y déroule en plein air et rend hommage à saint Sabin[Lequel ?], protecteur des animaux.